# Derek Bailey
Derek Bailey, (Sheffield, 1930. január 29. – London, 2005. december 25.) brit dzsesszgitáros. Bailey avantgárd dzsesszgitárosként a szabad improvizációs mozgalom egyik fontos alakja volt. Felhagyott a dzsesszben megtalálható hagyományos előadási technikákkal, és az atonalitást, a zajt, és bármilyen más szokatlan hangzást megkeresett, mindazt, amit csak a gitárral produkálni lehet. 
A szólózás mellett gyakran dolgozott együtt más zenészekkel, és olyan kollektívákkal is készített felvételeket, mint például a Spontneous Music Ensemble and Company.

## Pályafutása
Bailey kora gyermekkora óta tanult gitározni, miután nagyapja és nagybátyja hivatásos zenész volt. 1951-től tíz évig játszott szórakoztató zenét szólistaként, kísérőként vagy zenekari zenészként. Játszott rádióban, televízióban, klubokban, tánc- és koncerttermekben.
Bailey zenei fejlődése szempontjából döntő jelentőségű volt a együttműködése Gavin Bryars nagybőgőssel, Tony Oxley dobossal és Joseph Holbrooke-kal. Az 1963-ban alapított együttesük kezdetben hagyományos modern dzsesszt játszott, de hamarosan a nehezebb zenei irányzatok felé fordult. A radikális „szabad” improvizáció vált Bailey zenei munkásságának domináns kiindulópontjává.
1965 közepén Londonba költözött, és szabadúszó zenész lett. 1968-ban Evan Parker szaxofonossal és Hugh Davies hangmérnökkel megalapította a Music Improvisation Companyt, amelyhez hamarosan Jamie Muir ütőhangszeres is csatlakozott. 1970-től a kortárs improvizációs zene másik csúcsa a szintén radikálisan szabadon játszó „Iskra 1903” trió volt Barry Guy-jal és Paul Rutherforddal.
Ugyanebben az évben Evan Parkerrel és Tony Oxley-vel Bailey megalapította az Incus Recordsot, Anglia első független, zenészek által irányított lemeztársaságaként.
Bailey fontos free jazz zenészekkel lépett fel (Peter Brötzmann, Han Bennink, Cecil Taylor, William Parker, Peter Kowald, John Butcher, Louis Moholo és Tristan Honsinger), de szólógitárosként is működött. Zenetudományi munkát is írt a szabad improvizáció elméletével kapcsolatban. Ennek eredményeként egy könyv és egy négyrészes dokumentumfilm-sorozat született. A BBC Channel 4 sugározta a sorozatot 1992-ben „On the Edge” címmel.
Bailey-t ma a modern európai improvizációs zene egyik kiemelkedő alapító atyjaként tartják számon. Az 1970-es évekre képes volt elszakadni az amerikai free jazz mintáitól, és kialakította saját európai zenei improvizációs koncepcióját.

## Lemezeiből
- 1970: Iskra 1903: Derek Bailey (gitár), Paul Rutherford (harsona) és Barry Guy (bőgő)
- 1973: Free Improvisation: Derek Bailey (gitár), Paul Rutherford (harsona) és Barry Guy (bőgő)
- 1975: The Sinking of the Titanic (Derek Bailey, Michael Nyman, John Nash, John White, Sandra Hill és Gavin Bryars)
- 1978: Machine Music: Derek Bailey, Fred Frith, Brian Eno és Gavin Bryars
- 2002: Ballads: Derek Bailey (szólógitár)

## Filmek
- 1992: On the Edge

## Díjak
- 1970: A Music Improvisation Company Evan Parkerrel  beválasztotta a Jazzwise The 100 Jazz Albums That Shook the World című albumába
- 1977: a Down Beat kritikusai olyan gitárosnak ismerték el, aki további figyelmet érdemel
- 1980-ban megjelent Aida című szólóalbuma felkerült a The Wire, brit szakmagazin „100 lemez, ami felcsigázta a világot, mihelyt meghallgatták” listájára